# Polydesmus pectinatus
Polydesmus pectinatus är en mångfotingart som beskrevs av Karsch 1881. Polydesmus pectinatus ingår i släktet Polydesmus och familjen plattdubbelfotingar. Inga underarter finns listade i Catalogue of Life.